# Elijah Kelley
Elijah Kelley (LaGrange, 1º agosto 1986) è un attore, cantante e ballerino statunitense.
Ha fatto alcune comparse nei film Ti va di ballare? (2006) e 28 giorni (2000). Ha raggiunto la notorietà grazie al ruolo di Seaweed J. Stubbs nel film Hairspray - Grasso è bello, insieme alla co-star Amanda Bynes.

## Filmografia parziale
- 28 giorni, regia di Betty Thomas (2000)
- Ti va di ballare? (2006)
- Hairspray - Grasso è bello (Hairspray), regia di Adam Shankman (2007))
- Rome & Jewel, regia di Charles T. Kanganis (2008)
- Red Tails, regia di Anthony Hemingway (2012)
- The Butler - Un maggiordomo alla Casa Bianca, regia di Lee Daniels (2013)
- Boys of Abu Ghraib, regia di Luke Moran (2014)